# Раст и Гасер (револвер)
Раст и Гасер модел 1898, службени револвер аустроугарске војске од 1898. до 1918. Иако необичног облика по данашњим стандардима, био је то чврст револвер квалитетне израде.

## Производња
Раст и Гасер модел 1898 био је последњи револвер са именом Леополда Гасера, чије су аустријске фабрике масовно производиле револвере током последње четвртине 19. века. Године 1898. усвојен је као службено оружје пешадијских официра и подофицира аустроугарске војске, а коришћен је и у многим војскама на Балкану.

## Карактеристике
Раст и Гасер је револвер са телом из једног комада и округлом цеви причвршћеном шрафовима. Има је добош са 8 метака, глатке површине изузев прореза за граничник (који је држи барутне коморе добоша у линији цеви). Револвер се пуни отварањем резе (вратанца) за пуњење са шарком на дну која се отвара уназад (са десне стране иза добоша). Вратанца са унутрашње стране имају мали наставак који се закачи за тело револвера и тако спречава отварање испод хоризонтале. Када су вратанца отворена, ороз је искључен, али се добош може окретати притиском на обарач, што убрзава пуњење. Уобичајени урез на телу револвера са десне осигурава да се меци не заглаве при пуњењу. Избацивач чахура је шупаљ и креће се дуж осовине која је испод цеви: ова осовина такође садржи предњи крај осовине добоша. Када се не користи, ручица избацивача  належе око осовине добоша. Обарач је двоструког дејства и постоји посебна ударна игла на телу револвера. Приступ механизму могућ је преко поклопца са шарком, који покрива скоро целу леву страну тела револвера. Иако необичног изгледа, ови револвери били су квалитетне израде, иако су испаљивали метке сувише малог калибра за војни револвер оног времена.